# Boyty Staudt
Norbert Staudt, detto Boyty (Lussemburgo, 9 giugno 1907 – Lussemburgo, 18 dicembre 1989), è stato un pallanuotista lussemburghese, che ha partecipato alle Olimpiadi estive di Amsterdam 1928, assieme al fratello Jules.